# Франц фон Щук
Франц фон Щук (на немски: Franz von Stuck) е германски художник, привърженик на естетиката на символизма и експресионизма, един от водещите художници на Сецесиона в Мюнхен и професор в Академията там.

## Биография
Роден е в Тетенвайс, Бавария и учи в Художествената академия в Мюнхен.

## Творчество
Неговият стил е основан на изключително владеене на композицията и е по-скоро скулптурен, отколкото живописен. Той има предпочитание към митологични и алегорични сюжети.
Негови бронзови малки пластики, изобразяващи атлетично телосложение, се съхраняват в музеи в Берлин, Будапеща и Хамбург. Сред най-известните му картини са Грях, Война (Мюнхен) Сфинкса, Разпятието, Изгубения Рай, Едип, Изкушение и Луцифер.

## Галерия
- Пазителят на Рая, 1889
- Самсон и лъвът, 1891
- Грехът, 1893
- Атина Палада, 1898
- Пролетта, 1902
- Ранена амазонка (детайл), 1903
- Битката за жената, 1905
- Саломе, 1906
- Бетина Хайнеман, ок. 1912-1913
- Сизиф, 1920